# Håkan Bengtsson (journalist, född 1943)
Håkan Bengtsson, född 1943, är en svensk journalist som var tillförordnad chefredaktör på Sydsvenska Dagbladet 1992 och Kristianstadsbladet 2005.
Bengtsson arbetade på Sydsvenskans redaktion i ungefär 25 år. Han började som redigerare. Den 1 juli 1984 blev han biträdande redaktionschef. Han var ställföreträdande ansvarig utgivare maj-september 1990. Mars-oktober 1992 var han tillförordnad chefredaktör och ansvarig utgivare.
Hösten 1993 blev Bengtsson Sydsvenskans informations- och förhandlingschef. Han var även personalchef på tidningen.
I januari 2005 tillträdde Bengtsson som tillförordnad chefredaktör för Kristianstadsbladet. Han var kvar som tillförordnad till december 2005. Bengtsson var inte avsedd som ordinarie på posten, men blev kvar eftersom rekryteringen av en ny chefredaktör drog ut på tiden.